# Pinggau
Pinggau là một đô thị thuộc huyện Hartberg thuộc bang Steiermark, nước Áo. Đô thị Pinggau có diện tích 58,99 km², dân số thời điểm cuối năm 2005 là 3123 người.